# Felicia Meda
Felicia Meda (1378 circa – Pesaro, 30 settembre 1444) è stata una religiosa italiana dell'Ordine di Santa Chiara; fu badessa del monastero di Sant'Orsola a Milano e poi di quello del Corpus Domini a Pesaro. Il suo culto come beata fu autorizzato da papa Pio VII nel 1807.

## Biografia
Le notizie relative alle sue origini famigliari non trovano riscontro documentario, ma la tradizione erudita e agiografica la dice nativa di Milano (o di Meda, presso Novara); sarebbe divenuta monaca insieme con sua sorella alla morte dei genitori, dopo aver distribuito i suoi beni ai poveri, e suo fratello sarebbe stato un frate francescano.
Abbracciò la vita religiosa tra le clarisse del monastero milanese di Sant'Orsola a Porta Vercellina e fu eletta badessa.
Guglielmo da Casale, ministro generale dell'ordine dei frati minori, probabilmente dietro suggerimento di Bernardino da Siena, vicario generale degli Osservanti, la nominò badessa del monastero del Corpus Domini di Pesaro, voluto da Battista di Montefeltro, moglie di Galeazzo Malatesta, e soggetto al vicario dell'osservanza sin dalla fondazione.
Secondo alcune fonti nel 1439 fu nominata badessa del monastero di Santa Chiara a Urbino, ma il trasferimento non ebbe corso o fu di breve durata. Morì nel suo monastero a Pesaro.

## Culto
Il suo corpo, esumato dopo tre anni dalla morte e trovato incorrotto, fu collocato nel coro delle monache. Dopo la soppressione del monastero nel 1810, le sue reliquie furono traslate nel duomo di Pesaro insieme con quelle della beata Serafina Sforza.
Il suo culto immediato, continuo, pubblico e incontrastato, fu autorizzato da papa Pio VII con rescritti del 2 maggio e 19 agosto 1807.
Il suo elogio si legge nel Martirologio romano al 30 settembre.